# Chicorée
Chicorée (Cichorium intybus var. foliosum) ist eine Nutzpflanze, deren Knospen als Salat oder Gemüse zubereitet werden können. Sie ist eine Varietät der Art Gemeine Wegwarte (C. intybus), die zur Familie der Korbblütler (Asteraceae) gehört. Chicorée bildet eine Rübe (15 cm lang, 3 bis 5 cm dick) und eine dem Boden aufliegende Blattrosette.

## Geschichte

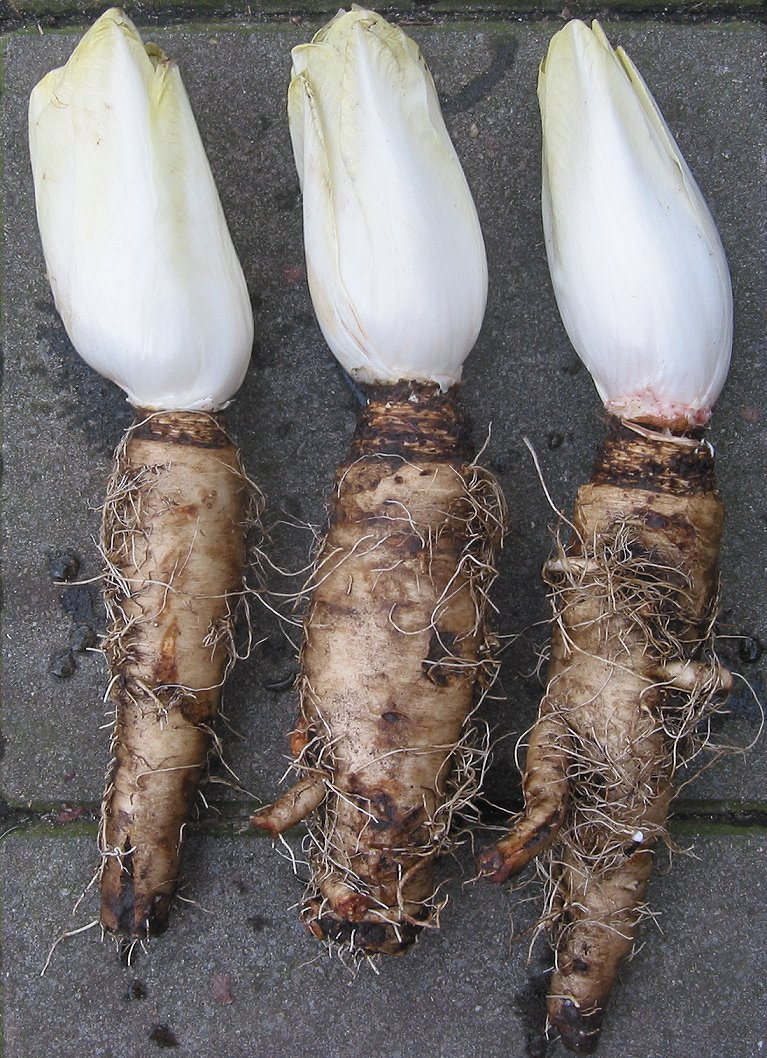
Chicorée aus der Treiberei

Die genaue Entstehungsgeschichte des Chicorée ist ungeklärt.
- 1846 zog der Chefgartenbauer am Botanischen Garten in Brüssel, Bresier, möglicherweise die ersten Chicorées. Nachdem er die Wurzeln des Cichorium intybus im Freiland hatte wachsen lassen, verhüllte er sie lichtdicht zum Sprossen. Dabei entwickelten sie nur ein Minimum der unerwünschten Bitterstoffe und blieben im Nebeneffekt bleich.
- Zum einen wird erzählt, dass belgische Bauern 1870 ihre Zichorienwurzeln aufgrund ungewöhnlich hoher Ernteerträge im Gewächshaus einlagerten und während des Winters die kräftigen Triebe entdeckten.
- Zum anderen wird ein Bezug zur Gründung des Königreiches Belgien im Jahr 1830 erwähnt: Um die zur Verwendung als Ersatzkaffee gezüchteten Zichorienwurzeln in den revolutionären Zeiten nicht zu verlieren, versteckten Bauern in Brabant diese Wurzeln durch das Abdecken mit Erde. Beim Ausgraben wurden dann die knackigen weißen Blätter entdeckt („weißes Laub“ – niederländisch wit loof, daraus witlof, die niederländische Bezeichnung).[1]

Um bei Chicorée den Ertrag zu steigern, werden meistens CMS-Sorten (F1-Hybride) angebaut.

## Produktion

### Alte Methode der Chicorée-Treiberei
Die Wurzeln werden im Herbst wie Karotten in Treibhäusern in Sand eingemietet und abgedeckt. Aus den Achseln der vorher gekürzten Blätter und aus der Terminalknospe treiben während des Winters 15 bis 20 Zentimeter lange und bis 5 Zentimeter dicke zugespitzte feste Knospen aus. Diese sind infolge der Abdeckung bleich und zart. Dieses Verfahren kommt jedoch nur noch für den Hausgebrauch in Betracht.

### Moderne Methode der Chicorée-Produktion
Es sind vier Produktionsstufen zu unterscheiden:
- Erzeugung der Chicorée-Wurzel, durch
  - Aussaat im Freiland im Mai
  - Ernte (Rodung mit leicht modifizierten Rübenrodern) zwischen September und November (abhängig von Sorte). Im modernen Chicoréeanbau rechnet man mit Erträgen von 150.000 treibfähigen Chicoréewurzeln pro Hektar.
- Einlagerung der Wurzeln in Kühlräumen bei −1 bis +3 °C und einer relativen Luftfeuchtigkeit von 95 bis 97 Prozent zwischen einer Woche und acht Monaten lang. So kann Chicorée ganzjährig produziert werden.
- Treiben der Wurzeln: die Wurzeln werden in Kunststoffkisten aufrecht eingelegt und diese auf Paletten in absolut lichtdichten Räumen aufgestellt. Bei völliger Dunkelheit und regelmäßiger Zufuhr von Nährstofflösung und Wasser in einem geschlossenen System treibt der nicht mit Erde bedeckte Chicorée in 20 bis 25 Tagen bei gleichmäßiger Temperatur aus. Die Dunkelheit verhindert die Ausbildung des Chlorophylls sowie des nicht erwünschten Bitterstoffs Lactucopikrin in den Blättern, die hierdurch die erwünschte blassgelbe Farbe entwickeln.
- Brechen, Sortieren und marktgerechte Aufbereitung: jeder Chicorée wird einzeln aus den Kisten entnommen und von seiner Wurzel getrennt. Obwohl dies in der Praxis als „Brechen“ des Chicorées bezeichnet wird, sind hierfür in den Treibbetrieben häufig schneidende, teils maschinell betriebene Werkzeuge im Einsatz. Nach dem Ausputzen der unter Umständen unansehnlichen äußeren Blätter werden die Chicorées verkaufsfertig abgepackt.

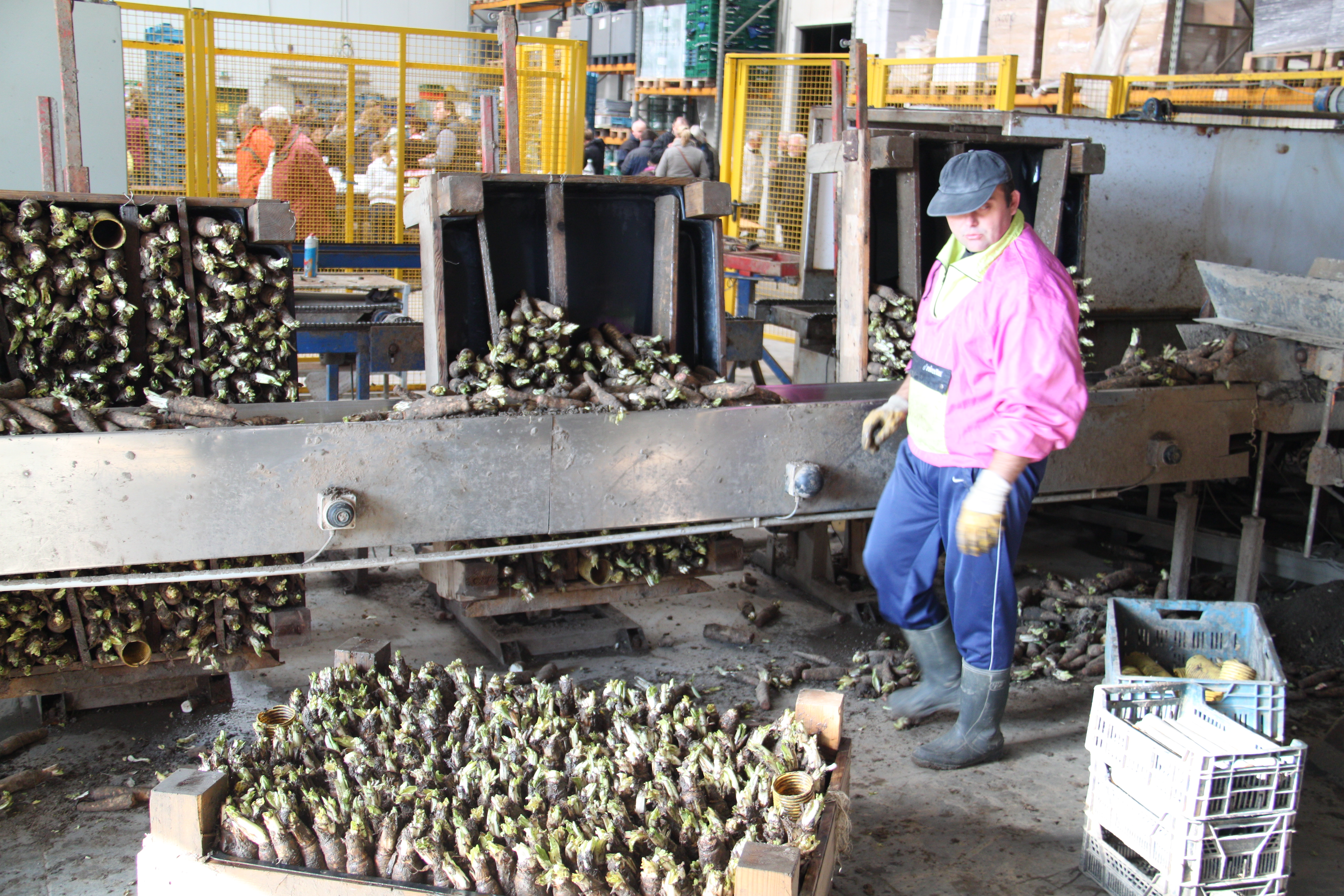
Wurzeln werden in Kisten eingelegt
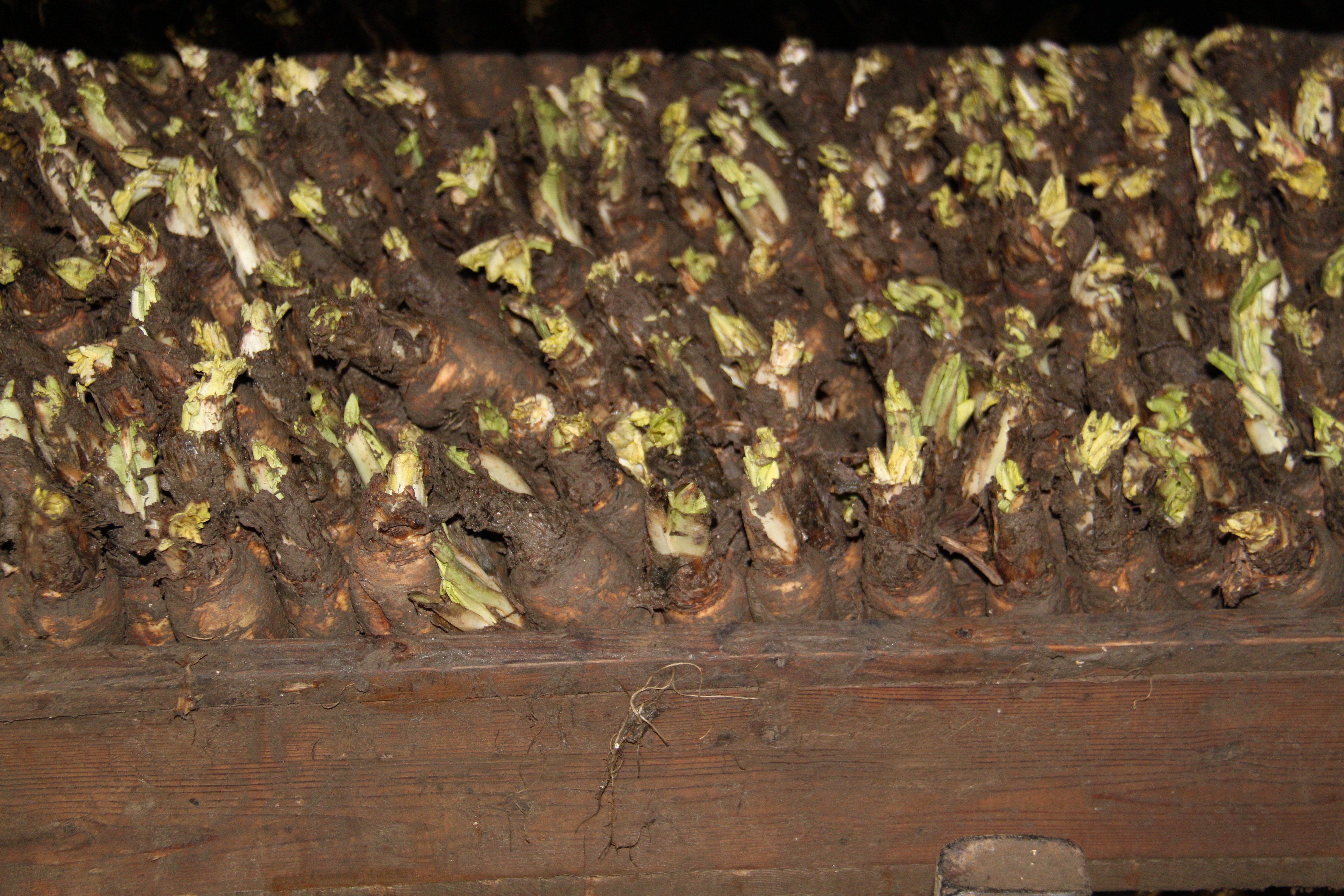
Nahaufnahme der Kisten mit dicht gepackten Wurzeln
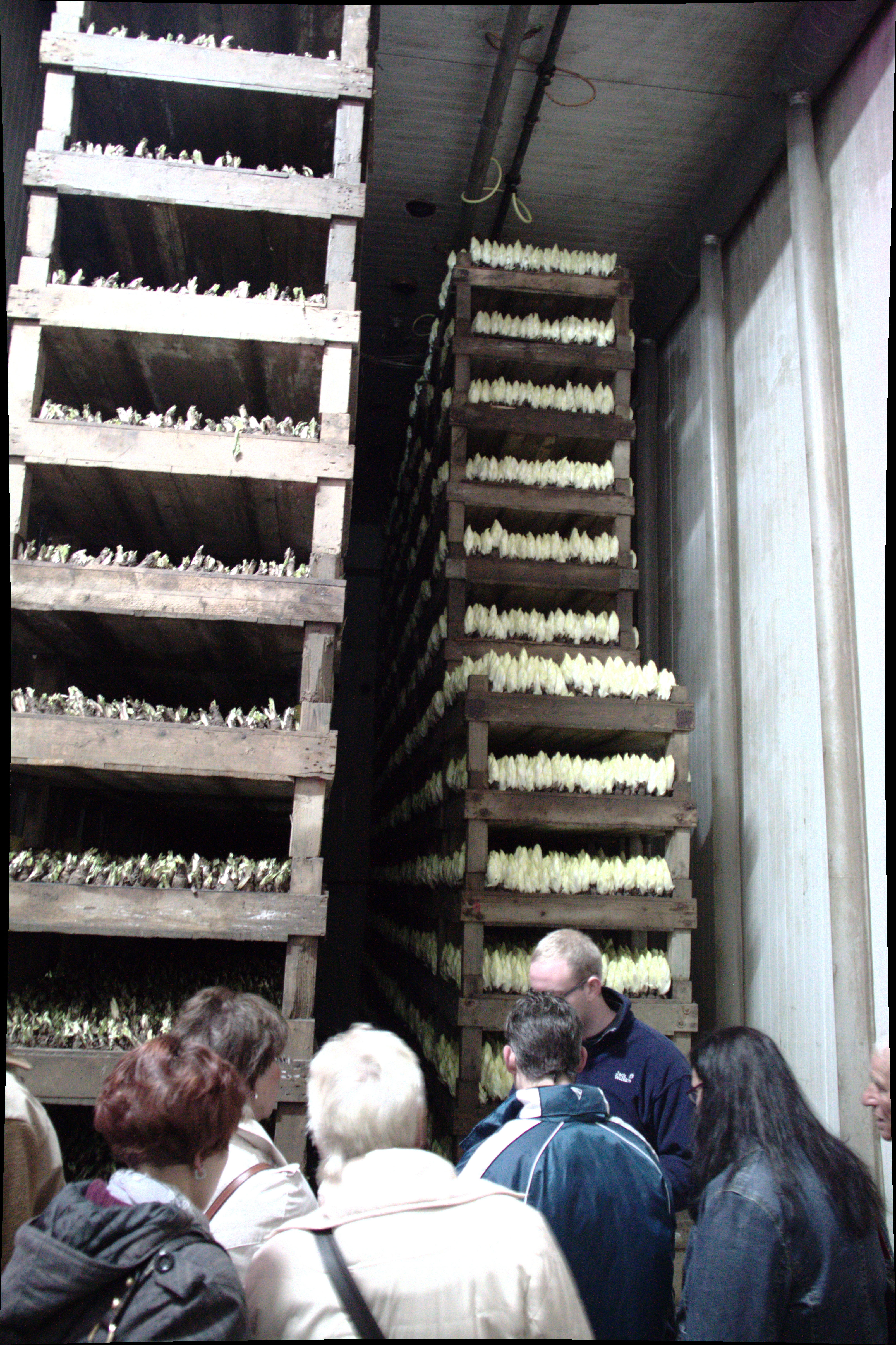
Die Wurzeln treiben in gestapelten Paletten im lichtdichten Raum.
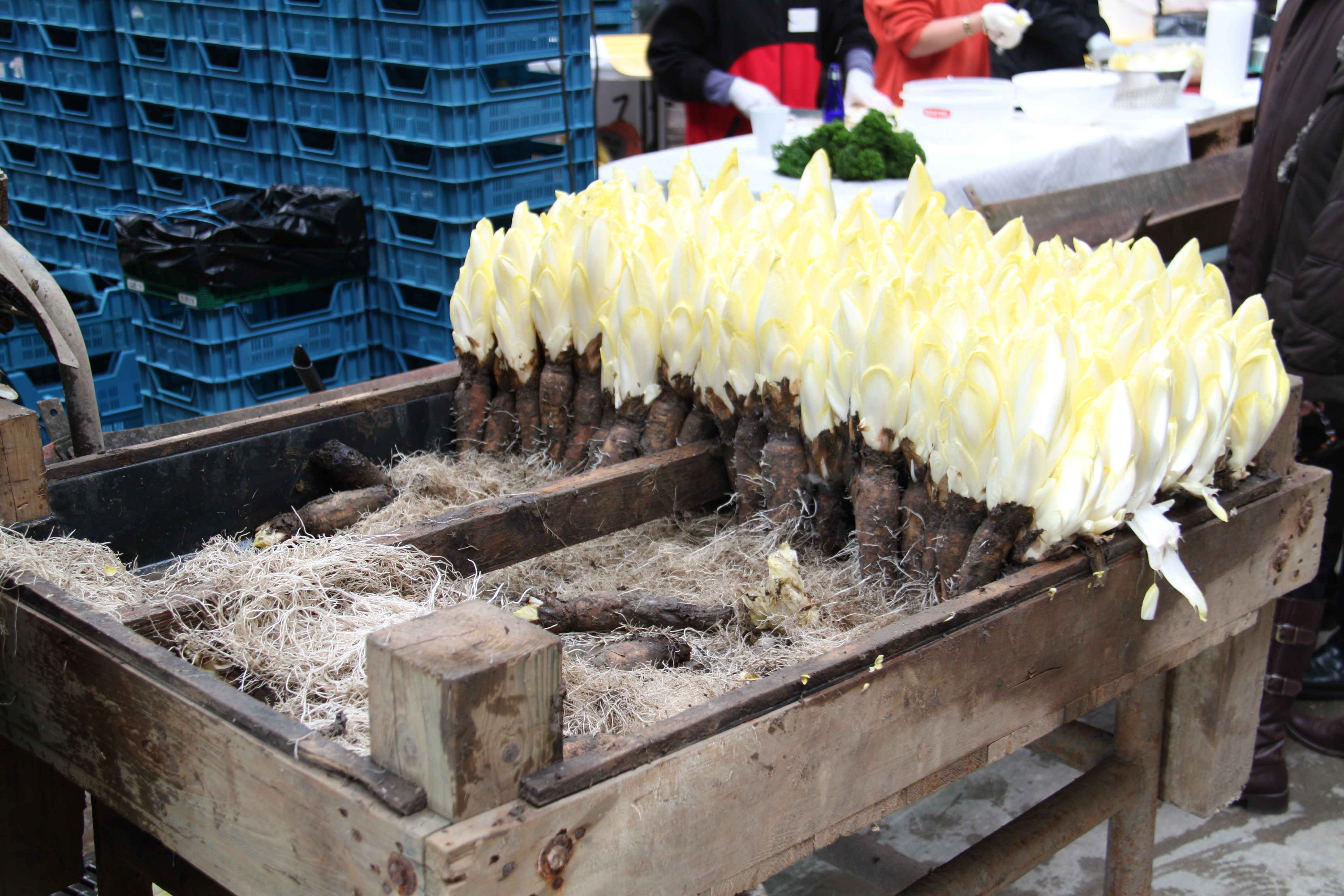
Wurzeln mit fertig getriebenen Chicorée
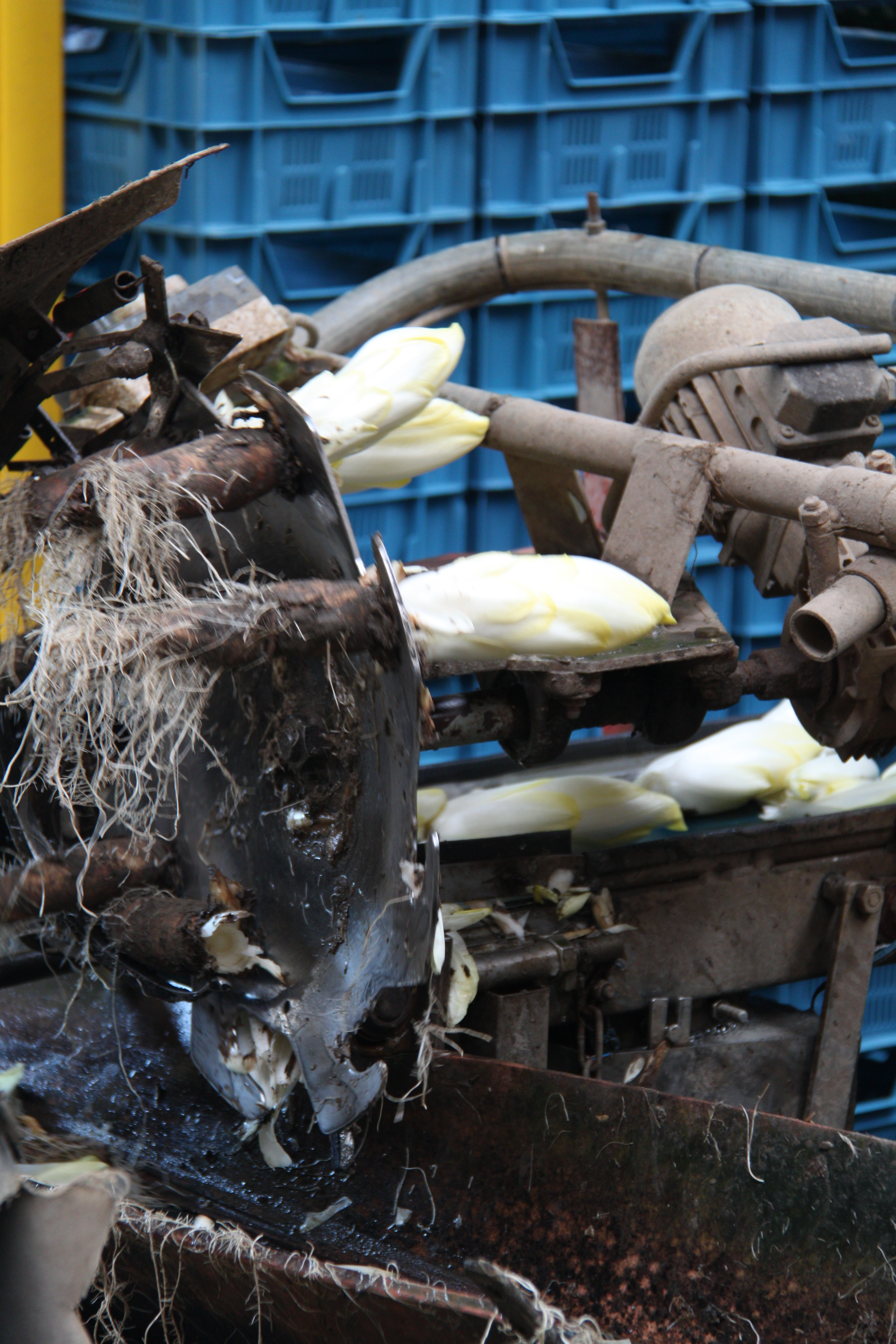
Maschinelles Brechen des Chicorée

## Verwendung
Geschnitten liefern die Knospen einen Rohkostsalat, der durch Lactucopikrin mehr oder weniger bitter schmeckt. Sie können auch gedünstet, in Salzwasser gekocht oder leicht angebraten als Gemüse verwendet werden. Nach belgischen Angaben wird Chicorée in Frankreich, den Niederlanden und Belgien meist gedünstet, in den Vereinigten Staaten und Deutschland jedoch meist roh verzehrt. Europäische Schätzungen gehen von einem Jahresverbrauch von etwa acht Kilogramm pro Person in Belgien, etwa vier Kilogramm in Frankreich und den Niederlanden und im europäischen Mittel von etwa 300 Gramm aus.
Die Wurzel wird auch zu Zichorienkaffee, einem Kaffeeersatz, verarbeitet. Dieses Getränk war im Deutschland des 18. und 19. Jahrhunderts weit verbreitet; zeitweise existierten über 100 Zichorienfabriken auf dem Gebiet des damaligen Deutschen Reiches. In Frankreich wird Zichorie gelegentlich Kaffeegetränken als Würze zugesetzt.
Aus der Chicoréewurzel, die nach Abtrennung der Knospen als Abfallprodukt zurückbleibt, kann Hydroxymethylfurfural gewonnen werden. Dieses kann zur Herstellung von Kunststoffen wie Polyethylenfuranoat herangezogen werden. Während des Verfahrens werden die zerhackten Wurzeln in einem Bioreaktor umgesetzt. Zurzeit ist das Verfahren allerdings noch nicht marktreif, sodass der Großteil der Chicoréewurzeln nach wie vor in Biogasanlagen verwertet wird.

## Inhaltsstoffe
(Angaben jeweils bezogen auf 100 g rohen Chicorée)
| Brennwert                 | 68 kJ (16 kcal) |
| Wasser                    | 94,4 g          |
| verwertbare Kohlenhydrate | 2,3 g           |
| Ballaststoffe             | 1,3 g           |
| Eiweiß                    | 1,3 g           |
| Fett                      | 0,2 g           |
| Cholesterin               | kein            |
| Vitamin C                 | 10 mg           |
| Vitamin A                 | 0,6 mg          |
| Niacin                    | 0,2 mg          |
| Kalium                    | 192 mg          |
| Calcium                   | 26 mg           |
| Phosphor                  | 26 mg           |
| Natrium                   | 4 mg            |

## Französische Bezeichnungen von Chicorée und Endivie
Im Französischen wird die Endivie als „chicorée“ (f.) und der Chicorée als „endive(s)“ (f.) bezeichnet. Chicorée kann zudem die Bezeichnung für Zichorie sein, die zur Würzung von Kaffeegetränken oder als Kaffeeersatz dient.